# オメガフォース
ω-Force（オメガフォース、英: Omega Force）は、コーエーテクモゲームス（旧コーエー）のゲーム開発チーム、またはそのブランド名。代表作は無双シリーズ。
1996年、それまで歴史シミュレーションゲームや競馬ゲームなどを主力商品としていたコーエーにおいて、3DCGやアクションゲームを含む新しい挑戦を行うために設立された。ギリシア文字の最後であるω(オメガ)と、設立当初の所属部署であるソフトウェア4部（4th＝フォース）が名前の由来で、「コーエーの最終兵器」という意味合いが込められている。
第1作『三國無双』、第2作『デストレーガ』、第3作『WIN BACK』、第4作『真・三國無双』と手掛けたものの、当初はセールスが奮わなかったが、その後開発した『真・三國無双2』が大ヒットし、「無双系」と呼ばれるゲームジャンルの礎を築いた。1997年2月28日に発売された第1作『三國無双』発売から数えて20年として、2017年にはオメガフォース誕生20周年特設サイトも開設された。

## 開発ソフト
- 無双シリーズ
  - 真・三國無双シリーズ
  - 戦国無双シリーズ
  - 無双OROCHIシリーズ
  - ガンダム無双シリーズ
  - TROY無双
  - ワンピース 海賊無双シリーズ
  - ゼルダ無双（Team NINJAと共同開発）
  - アルスラーン戦記×無双
  - ベルセルク無双
  - 無双☆スターズ
  - ファイアーエムブレム無双（Team NINJAと共同開発）
- デストレーガ
- WIN BACK
- BLADESTORM 百年戦争
- Fatal Inertia
- 采配のゆくえ
- トリニティ ジルオール ゼロ
- 討鬼伝シリーズ
- 進撃の巨人シリーズ
- ドラゴンクエストヒーローズ 闇竜と世界樹の城（スクウェア・エニックスとの共同開発）
- ドラゴンクエストヒーローズII 双子の王と予言の終わり（スクウェア・エニックスとの共同開発）
- ドラゴンクエストビルダーズ2 破壊神シドーとからっぽの島（スクウェア・エニックスとの共同開発）
- ペルソナ5 スクランブル ザ ファントム ストライカーズ（アトラスとの共同開発）
- Fate/Samurai Remnant（TYPE-MOONとの共同開発）
- Wild Hearts（エレクトロニック・アーツ 販売）